# Хаити на Светском првенству у атлетици у дворани 2012.
Хаити је десети пут учествовао на Светском првенству у атлетици у дворани 2012. одржаном у Истанбулу од 9. до 11. марта. Репрезентацију Хаитија представљао је један такмичар, који је наступио у троскокх.
Представник Хаитија није освојио ниједну медаљу нити је оборио неки рекорд.

## Учесници
Мушкарци:
- Самир Лејн — Троскок

## Резултати

### Мушкарци
| Атлетичар  | Дисциплина | Лични рекорд | Квалификације | Квалификације | Финале               | Финале       | Детаљи |
| Атлетичар  | Дисциплина | Лични рекорд | Резултат      | Место         | Резултат             | Место        | Детаљи |
| ---------- | ---------- | ------------ | ------------- | ------------- | -------------------- | ------------ | ------ |
| Самир Лејн | Троскок    | 16,91 НР     | 16,06         | 13            | Није се квалификовао | 13 / 13 (14) |        |